# Sunshine George Cross FC
Sunshine George Cross FC är en fotbollsklubb från Melbourne i Australien. Klubben spelar numera i Victorian Premier League som är den högsta ligan i delstaten Victoria. De har tidigare spelat i National Soccer League (NSL) som då var den högsta ligan i Australien. Totalt spelade de 8 säsonger i NSL mellan 1984 och 1991.